# Sarcenas
Sarcenas är en kommun i departementet Isère i regionen Auvergne-Rhône-Alpes i sydöstra Frankrike. Kommunen ligger i kantonen Saint-Égrève som tillhör arrondissementet Grenoble. År 2022 hade Sarcenas 250 invånare.

## Befolkningsutveckling
Antalet invånare i kommunen Sarcenas
Referens:INSEE